# Cruel Summer (canção de Bananarama)
"Cruel Summer" é uma canção gravada pelo trio inglês de música pop Bananarama, lançada oficialmente em 1983 como single destinado ao álbum autointitulado, Bananarama. A canção alcançou o oitavo lugar no UK Singles Chart em 1983 e, após sua inclusão no filme de 1984, The Karate Kid, alcançou a 9ª posição na Billboard Hot 100 dos EUA.
A vocalista do Bananarama, Sara Dallin, disse que a música "tocava no lado mais sombrio (das canções de verão): olhava para o calor opressor, a miséria de querer estar com alguém enquanto o verão passava. Todos nós já passamos por isso!". Foi classificada em número 44 na lista de "100 maiores canções dos anos 80" pela VH1. A Billboard nomeou a música em número 13 em sua lista das 100 melhores canções de grupo feminino de todos os tempos.
Desde o sucesso, o grupo gravou mais três versões da música. "Cruel Summer '89" foi lançado em 1989, com uma sonoridade mais New jack swing, apresentando os vocais de Dallin e Woodward como um duo pela primeira vez. Ele alcançou a posição 19 na parada de singles do Reino Unido em junho. Esta versão não foi incluída em nenhum álbum do Bananarama até "Really Saying Something: The Platinum Collection", de 2005. Outra versão da música foi gravada e incluída em seu álbum de 2001, Exotica. Esta versão apresentava instrumentação latina e letras adicionais, mas não foi lançada como single. Elas lançaram outra versão atualizada em 2009, como um lado B de seu single "Love Comes".

## Videoclipe
O videoclipe foi dirigido por Brian Simmons e filmado em Nova York no verão de 1983. Ele abre com uma cena de Manhattan ao fundo, incluindo o World Trade Center.
"[Foi] apenas uma desculpa para nos levar à lendária cidade de Nova York pela primeira vez", disse Siobhan Fahey. Ela lembrou a filmagem, conduzida durante uma onda de calor, como uma experiência difícil. "Era agosto, mais de trinta graus. Nosso QG era uma taverna sob a ponte do Brooklyn, que tinha um banheiro feminino com um espelho lascado onde tínhamos que fazer nossa maquiagem".
Depois de uma manhã cansativa de filmagens na cidade no calor brutal de agosto, a banda voltou à taverna para almoçar. Conheceram alguns estivadores locais que, ao saberem de sua situação, compartilharam frascos de cocaína com eles. "Esse foi o nosso almoço", disse Fahey, que nunca havia experimentado a droga antes. "Quando você assiste aquele vídeo, nós parecemos muito cansados e infelizes nas cenas que filmamos antes do almoço, e então as fotos depois do almoço são todas eufóricas e maníacas".

## Lista de faixas
1. "Cruel Summer" (versão do álbum) - 3:35
2. "Cruel Summer" (Summer Dub edit) - 3:30

## Versão de Ace of Base
Em 1998, o grupo pop sueco Ace of Base gravou a canção a pedido de suas gravadoras alemãs e americanas, PolyGram e Arista Records, respectivamente. Foi lançado como o segundo single de seu terceiro álbum, Flowers e como o single principal da versão americana do álbum intitulado Cruel Summer. Uma versão "eurodance" da música (conhecida como Big Bonus Mix no álbum), produzida por Stephen Hague, Jonas "Joker" Berggren, Ulf "Buddha" Ekberg e Johnny Jam & Delgado, foi lançada apenas na Europa continental. A versão original do álbum, produzida por Cutfather & Joe, foi lançado na América do Norte e Reino Unido.
"Cruel Summer" alcançou a décima posição na Billboard Hot 100 dos EUA e foi certificado ouro, com a venda de 500.000 singles. No Reino Unido, a canção alcançou a oitava posição no UK Singles Chart, igualando-se ao auge da versão original do Bananarama. Também se tornou o quinto e último single do Ace of Base no Top 10 no Reino Unido. Além disso, a versão alcançou o Top 20 na Escócia, bem como no Eurochart Hot 100, onde "Cruel Summer" alcançou sua posição mais alta como número 16. Foi um hit no Top 30 na Áustria, Bélgica, Alemanha, Islândia e Suíça.

### Lista de faixas
1. "Cruel Summer" (Big Bonus Mix) - 4:05
2. "Cruel Summer" ( Cutfather e Joe Mix) - 3:33
3. "Cruel Summer" (Hartmann & Langhoff Radio Edit) - 3:23
4. "Cruel Summer" (Hartmann & Langhoff Club) - 7:45
5. "Into the Night of Blue" (faixa bônus) - 4:11

### Recepção de crítica
Quentin Harrison do Albumism descreveu a música como uma "cover envolvente" em sua revisão retrospectiva de Flowers, e acrescentou que "uma variante está mais próxima do take original, embora com um toque de hip-hop para um pouco de coragem moderna", enquanto "a segunda versão é uma viagem surpreendentemente dançante com manchas espanholas". O editor do AllMusic, Stephen Thomas Erlewine, disse que é "o ponto alto melódico" do álbum Cruel Summer. Larry Flick, da Billboard, escreveu que "o ato que deu canções ao estilo do ABBA como "All That She Wants" e "The Sign" volta sua atenção para Bananarama, cobrindo fielmente um dos maiores sucessos da era dos anos 80 do grupo. Os produtores Cutfather & Joe trazem algumas novas ideias de ritmo para a mesa, diminuindo o andamento para uma batida de funk inspirada em jipe e injetando um ouvido. fazendo cócegas no teclado. No entanto, os vocais trazem poucas surpresas, que é exatamente o que os fãs de Ace Of Base e da gravação original vão querer. Rádio durante grande parte do verão".
Kelly Pickerel do Daily Kent Stater disse que gostou mais desse remake do que do original do Bananarama, observando que "também é uma daquelas músicas que você nunca consegue tirar da cabeça assim que a ouve". Chuck Campbell do The Daily News notou-o como um "remake elegante, mas fiel". Um crítico da "Entertainment Weekly" comentou que "está claro o que Ace of Base Svengali Jonas Berggren almeja - a iridescente simetria sônica dos antepassados suecos do ABBA. Uma ambição bastante elevada. Mas ele e suas irmãs cantoras seráficas, Linn e Jenny, realmente atingir o equilíbrio Euro-disco-pop perfeito do ABBA nesta terceira apresentação. Não há uma nota fora do lugar comum, nenhum gancho potencial esquecido. Exceto a faixa-título inútil, Berggren fez seu dever de casa. Só não o odeie porque eles soam tão bonitos".

### Videoclipe
Um videoclipe foi filmado e dirigido pelo diretor inglês Nigel Dick, na cidade de Roma, Itália, entre 27 e 29 de junho de 1998. Existem três versões do vídeo. O vídeo original e o vídeo usando o Big Bonus Mix contêm sequências idênticas e semelhantes, enquanto a versão francesa contém sequências completamente novas. O vídeo Big Bonus Mix foi carregado no YouTube em janeiro de 2015. Em setembro de 2021, o videoclipe teve mais de 16 milhões de visualizações.

## Outras versões
- A versão da música de Kari Kimmel foi gravada para a 2ª temporada de Cobra Kai  e foi lançada em seu álbum de trilha sonora. Ela foi usada para o trailer da temporada e também foi tocada no final da temporada, ecoando o uso da música original no filme Karate Kid, do qual o show é uma sequência.[19]
- Amy Lee e Troy McLawhorn do Evanescence gravaram sua versão da música em casa durante a pandemia de COVID-19 para o MagentaMusik 360.[20]
- A banda americana de rock alternativo Superchunk fez um cover da música em 2012 como o lado B de seu single "This Summer".